# 博揚·維古埃拉
博揚·維古埃拉（西班牙語：Borja Viguera；1987年3月27日—）是一位西班牙足球運動員。在場上的位置是前鋒。他現在效力於西班牙足球甲級聯賽球隊畢爾包鄂競技足球俱樂部。